# Khu dự trữ sinh quyển Great Nicobar

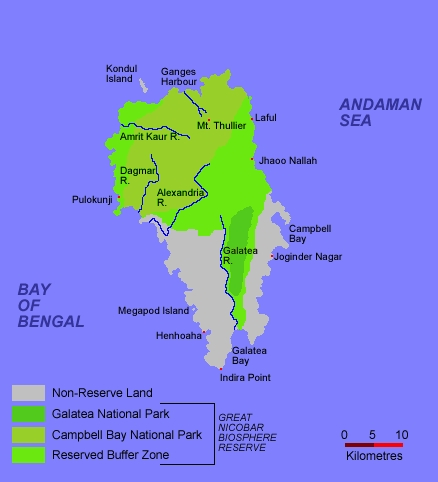
Khu dự trữ sinh quyển Great Nicobar

Khu dự trữ sinh quyển Great Nicobar hay Khu dự trữ sinh quyển Nicobar Lớn là khu dự trữ sinh quyển bao gồm 85% diện tích của đảo Nicobar, hòn đảo lớn nhất của Quần đảo Nicobar, thuộc lãnh thổ liên bang Quần đảo Andaman và Nicobar, Ấn Độ. Quần đảo Nicobar nằm trên vịnh Bengal, phía đông Ấn Độ Dương cách 190 km về phía bắc của đảo Sumatra của Indonesia. Khu bảo tồn có tổng diện tích lõi khoảng 885 km², được bao quanh bởi một vùng đệm rừng rộng 12 km. Năm 2013, nó đã được UNESCO công nhận là khu dự trữ sinh quyển thế giới nhằm thúc đẩy phát triển bền vững dựa trên nỗ lực của cộng đồng địa phương và khoa học.

## Địa lý
Khu dự trữ sinh quyển này bao gồm hai vườn quốc gia của Ấn Độ được thành lập vào năm 1992 là vườn quốc gia Vịnh Campbell nằm ở phía bắc và vườn quốc gia Galathea nằm ở sâu bên trong phía nam hòn đảo. Các phần phi sinh quyển của đảo dành cho nông nghiệp, lâm nghiệp và định cư được giới hạn ở các vùng ven biển phía tây nam và đông nam.
Tổng diện tích của khu dự trữ là 103.870 hecta, trong đó vùng lõi có diện tích 53.623 hecta bao gồm hai vườn quốc gia nêu trên. Vùng đệm có diện tích 34.877 hecta là các vùng đất có rừng tiếp giáp và giữa hai vườn quốc gia. Ngoài ra còn có vùng chuyển tiếp rộng 10.070 hecta, trong đó có 5.300 hectaa là biển.

## Động thực vật
Tổ chức Quốc tế về Bảo tồn Thiên nhiên phân loại là khu sinh học rừng lá rộng nhiệt đới ẩm và cận nhiệt đới và nằm trong khu vực sinh thái Indomalaya.
Đây là nhà của nhiều loài động vật đặc hữu của Andaman và Nicobar gồm chim Biak Nicobar, yến hàng, khỉ đuôi dài Nicobar, cá sấu nước mặn, kỳ đà hoa, rùa da, rùa hộp Amboina, chuột chù Nicobar, trăn gấm, cua dừa.